# Rauhenzainbach
Der Rauhenzainbach ist ein 6 km langer Bach im nordöstlichen Baden-Württemberg, der bei Fichtenberg im Landkreis Schwäbisch Hall von rechts und Süden in die untere Fichtenberger Rot mündet.

## Geographie

### Verlauf
Der Rauhenzainbach entsteht etwas westlich des Gschwender Dorfes Horlachen in einer beginnenden Waldklinge an der Liasstufe und läuft recht beständig in nordöstliche bis nördliche Richtungen. Unterhalb tritt er kurz aus dem Wald, unterquert die L 1150 von Kirchenkirnberg in Richtung Gschwend und tritt dann in eine weitere Waldklinge ein, in der er die von einigen Seen umgebene, an einem Zufluss liegende Neumühle passiert. Danach ist er bald für lange Grenzfluss zwischen Fichtenberg links und Gschwend rechts. In einer Lichtung am Unterlauf passiert er den Fichtenberger Weiler Rauhenzainbach, wo sein größter Zufluss von rechts zuläuft, der 2,7 km lange Honklinger Bach. Aus dessen Nebenklinge steigt die K 2673 ins Tal ab, die dem Bach dann bis zur Mündung folgt. Nach einem kurzen Waldriegel übers Tal öffnet sich die Flur zur langen Mündungsbucht ins Rottal zwischen dem Staufenberg links und dem Turmberg rechts. Nachdem er diese und die Hälfte der Rotaue durchlaufen hat, mündet der Rauhenzainbach schließlich wenige Schritte rotabwärts der Fichtenberger Kronmühle von rechts und Süden auf 336,4 m ü. NN in die östlich laufende untere Fichtenberger Rot.

### Einzugsgebiet
Der Rauhenzainbach hat ein Einzugsgebiet von 7,858 km² Größe, das sich etwa 5 km lang zwischen dem Gipfel des Hagbergs im Südsüdwesten und der Mündung erstreckt und quer dazu an der breitesten Stelle 2,5 km misst. Im Süden beginnt das Einzugsgebiet am Liastrauf in der Nähe des Hagbergs, wo jenseits der Wasserscheide im Südosten das Einzugsgebiet zweier anderer, zur Lein im Süden laufenden Flüsse mit Namen Rot anliegt, nämlich im Südosten das der Gschwender Rot und im Südwesten das der bei der Voggenberger Sägmühle mündenden Rot. An der ganzen Westseite konkurriert nah der Glattenzainbach, der auch zur Fichtenberger Rot läuft, weshalb von links kaum Zuflüsse kommen, im Norden diese den Bach aufnehmende Fichtenberger Rot selbst. Auf der Ostseite trennt die Wasserscheide von Einzugsbereich des abwärtigen Fichtenberger-Rot-Zuflusses Eichelbach im nördlichen Bereich und des Kocher-Zuflusses Steigersbach im südlichen.
Vom Einzugsgebiet sind etwa zwei Drittel bewaldet, im offenen Drittel überwiegt das Grünland. Etwa drei Viertel davon gehören zur Gemeinde Gschwend, ein Viertel im Nordwesten und Norden zu Fichtenberg, zwei winzige Randschnipsel im Osten zur Unterroter Gemarkung von Gaildorf. Der Gschwender Hof Neumühle und der Fichtenberger Weiler Rauhenzainbach mit seinen drei Höfen sind darin die einzigen Talorte. Stärker besiedelt sind die Hochebenen links und rechts des mittleren und unteren Tals, hier liegen im Nordosten der Gschwender Weiler Honkling (überwiegend), im Westen in der Gschwend-Altersberger Gemarkung die Streusiedlungsorte Seehöfle, Schierhof,  Gläserhof, Krämersberg, Vorderes und Hinteres Breitenfeld und der Weiler Eichenkirnberg. Am Hang zur Liaskante mit dem Hagberg ganz im Süden liegen der Pritschenhof, der Lämmershof, der Pfeiferhof und wenige Häuser des Dorfes Horlachen.

### Zuflüsse
Hierarchische Liste der Zuflüsse und  Seen von der Quelle zur Mündung. Gewässerlängen in der Regel nach LUBW-FG10 (Datensatzeinträge), Einzugsgebiete entsprechend nach LUBW-GEZG, Seeflächen nach LUBW-SG10, Höhenangaben nach dem Höhenlinienbild auf dem Geodatenviewer. Andere Quellen für die Angaben sind vermerkt.
Ursprung des Rauhenzainbachs etwa 0,2 km westnordwestlich vom Ortsrand des Gschwender Dorfes Horlachen in einer Serpentine der Straße K 3253 von dort nach dessen Weiler Vorderes Breitenfeld auf etwa 495 m ü. NN in der beginnenden Waldklinge Kessel.
- (Längerer Quellast vom Norden von Horlachen), von rechts am Klingenausgang bei der Schießanlage auf etwa 417 m ü. NN, 0,603 km. Entsteht am Weg von Horlachen zum Gläserhof auf knapp 520 m ü. NN. Etwa 150 m länger als der offizielle Ast.
- (Wiesenzufluss), von links gegenüber dem Gläserhof auf etwa 452 m ü. NN, etwa 0,329 km.[5]
- (Zufluss vom Schierhof her), von rechts gegenüber Vorderes Breitenfeld auf knapp 440 m ü. NN, 0,826 km. Entsteht am Nordabhang des Hagbergs auf etwa 525 m ü. NN.
  - (Wenig längerer rechter Ast), von rechts kurz vor der Mündung beim Schierhof, 0,667 km. Entsteht in einer kleinen Waldklinge nördlich des Wasserhofs auf etwa 540 m ü. NN und speist in dieser  zwei Teiche von zusammen 0,1444 ha.
- Speist an der Neumühle  einige Teiche von zusammen 0,5345 ha.
- (Zufluss durch den südlichen Straßenwald), von rechts an der Neumühle in den größten Teich auf etwas über 430 m ü. NN, 1,308 km. Entsteht an der Weinhalde auf etwa 500 m ü. NN.
  - Durchfließt  einen Teich unmittelbar vor der Neumühle, 0,1328 ha.
- Durchfließt  einen Teich unmittelbar nach der Neumühle, 0,0434 ha.
- Baurenseebach, von links nordöstlich von Eichenkirnberg auf etwa 405 m ü. NN, 0,714 km. Entfließt nordwestlich der Siedlung auf knapp 470 m ü. NN dem Baurensee, 0,0547 ha. Mündung liegt schon auf Fichtenberger Gemarkung, die von nun vom Westen an den Bach grenzt.
- Honklinger Bach, von rechts beim ersten Gehöft des Fichtenberger Weilers Rauhenzainbach auf etwa 370 m ü. NN, 2,684 km. Entsteht im östlichen Straßenwald neben der L 1150 auf etwa 480 m ü. NN. In der Klinge des Zuflusses betritt die K 2673 das Tal und folgt dem Rauhenzainbach danach bis zur Mündung.
  - (Zulauf vom Sportplatz des Gschwender Weilers Honkling), von rechts auf 414 m ü. NN[2], 0,482 km. Entsteht am Waldrand auf etwa 465 m ü. NN
- (Klingenbach vom Waldrand zu den Buchäckern), von rechts am nächsten Gehöft auf etwa 365 m ü. NN, 0,762 km. Entsteht auf etwa 460 m ü. NN.
- Lermersbach, von rechts vor der Talmündung ins Rottal auf etwas über 350 m ü. NN, 0,665 km. Entsteht am Waldweg von Honkling zum Röterturm auf etwa 465 m ü. NN. Hier fließt der Rauhenzainbach schon im Inneren der Fichtenberger Gemarkung.

Mündung des Rauhenzainbachs nach einem Lauf von 6,003 km, wenige Schritte rotabwärts der Fichtenberger Kronmühle auf 336,4 m ü. NN von rechts und Süden in die untere Fichtenberger Rot.